# .bt
.bt es el dominio de nivel superior geográfico (ccTLD) para Bután.